# São José dos Basílios
São José dos Basílios is een gemeente in de Braziliaanse deelstaat Maranhão. De gemeente telt 7.489 inwoners (schatting 2009).